# 安芸高田市立吉田中学校
安芸高田市立吉田中学校（あきたかたしりつ よしだちゅうがっこう）は、広島県安芸高田市吉田町にある公立中学校。

## 概要
商業地域と田園風景が混在していて、古くは山陽と山陰を結ぶ宿場町として栄えた地区にある。現在でも同様に、安芸高田市の商工業等の中心となる市街地の中に位置する。

## 教育目標
- 学校教育目標 【志】徳・体・知（道徳）
～より善く生きようとする心の育成～[3]

## 沿革
- 1970年（昭和45年）3月に統合新校舎完成に伴い、3愛郷教場、吉田教場、丹比教場がそれぞれ移転する
- 昭和45年4月 新校舎に移転、7月 水泳プール完成、3月 体育館完成
- 昭和46年4月24日 吉田中学校落成式、7月1日 大洪水のため運動場周辺流失
- 昭和52年度 武道館新築
- 昭和53年度 自転車置き場体育館横に建設
- 平成8年度 体育館フロアーの全面改修
- 平成9年度 校舎内トイレの全面改装
- 平成13年度 校舎2階教室の廊下側の窓をサッシに改修
- 平成14年度 校舎3階教室の廊下側の窓をサッシに改修、技術教室の改修、第2パソコン教室の設置、グラウンド改修）
- 平成17年3月1日 高田郡六町が合併し安芸高田市が誕生、高田郡吉田町立吉田中学校が安芸高田市立吉田中学校に校名を変更する
- 平成18年9月17日 台風13号の影響により校舎周辺が70～80cm浸水
- 平成22年度 学校校舎耐震改修工事
- 平成23年度 体育館耐震改修工事
- 平成25年度 武道館耐震改修工事

## 学区
吉田町津々羅,吉田町室坂,吉田町川原,吉田町中馬河内,吉田町於手保,
吉田町日南,吉田町隠地,吉田町千川,吉田町市場上,吉田町市場中,吉田町久保地,
吉田町甲田,吉田町中原,吉田町沖原,吉田町西浦上,吉田町西浦下,吉田町相合１,
吉田町相合２,吉田町相合３,吉田町相合４,吉田町相合５,吉田町後相合,吉田町山部,吉田町印内,吉田町左円１,吉田町左円２,吉田町左円住宅,
吉田町三矢タウン,吉田町郡山促進住宅１,吉田町郡山促進住宅２,吉田町郡山促進住宅３,吉田町上迫１,吉田町上迫２,吉田町六日市１,
吉田町六日市２,吉田町六日市３,吉田町大賀屋１,吉田町大賀屋２,吉田町新町上,吉田町新町中,
吉田町新町下,吉田町西土手上,吉田町西土手下,吉田町太郎丸上,吉田町太郎丸下,吉田町吉田病院,
吉田町１丁目,吉田町２丁目,吉田町３丁目,吉田町川向１,吉田町川向２,吉田町川手,吉田町４丁目上,吉田町４丁目中,
吉田町４丁目下,吉田町高樋,吉田町５丁目上,吉田町５丁目中,吉田町５丁目下,吉田町大浜,吉田町内堀,
吉田町外堀,吉田町四軒屋,吉田町柳原,吉田町柿原,吉田町古市,吉田町下国司,吉田町上国司,吉田町国司住宅,
吉田町浄安寺東,吉田町浄安寺西,吉田町吉田促進住宅１,吉田町吉田促進住宅２,吉田町青迫１,吉田町青迫２,
吉田町青迫３,吉田町坂巻,吉田町徳田,吉田町下新屋郷,吉田町上新屋郷,吉田町常友日南,吉田町常楽寺,
吉田町山手日南下,吉田町山手日南上,吉田町山手中,吉田町山手沖,吉田町山手西,吉田町宮ノ城,
吉田町下中馬下,吉田町下中馬上,吉田町上中馬,吉田町本谷上,吉田町本谷中,吉田町本谷下,吉田町甲元,
吉田町上福原,吉田町下福原,吉田町上竹原,吉田町下竹原,吉田町下小山,吉田町上小山,吉田町上市,吉田町下市,
吉田町十念,吉田町入江沖,吉田町久保,吉田町小草,吉田町横山,吉田町石原１,吉田町石原２,吉田町下入江,
吉田町向桂１,吉田町向桂２,吉田町中束,吉田町長屋イ,吉田町長屋ロ,吉田町長屋ハ,吉田町桂市峠,吉田町表桂,吉田町井山,
吉田町高野,吉田町谷桂
- [註] 安芸高田市教育委員会では、平成18年度より学校選択制度を導入していて、中学校に入学する時と小学校5年生になる時に学校を選択することができる[5]。

## アクセス
- JR西日本芸備線の向原駅から車で約10分
- 中国自動車道高田ICから車で約30分

## 出身者
- 石丸伸二（第4代安芸高田市長）